# 吳炳庶
吳炳庶（1520年—？），字朝徵，浙江台州府仙居縣人，民籍，明朝政治人物。

## 生平
嘉靖二十八年（1549年）己酉科浙江鄉試第七十五名舉人，二十九年（1550年）庚戌科二甲第二十八名進士。授工部主事，出為太平府通判，升南康府知府，調南安府知府，隆慶元年（1567年）三月升雲南按察司副使。

## 家族
曾祖吳邦慶；祖父吳叔深，府經歷；父吳榮賀，知縣。母王氏（封孺人）。慈侍下。兄吳炳熙、吳炳麃。